# ポール・ズビゼウスキー
ポール・ズビゼウスキー（Paul Zbyszewski）は、アメリカ合衆国の脚本家、プロデューサーである。テレビシリーズ『LOST』の脚本を執筆し、また『デイ・ブレイク』を企画した。映画『ダイヤモンド・イン・パラダイス』の脚本も書いている。

## キャリア
ゲーム番組『Weakest Link』の作家としてテレビ界でのキャリアが始まる。クレイグ・ローゼンバーグと共同で脚本を書いた映画『ダイヤモンド・イン・パラダイス』が2004年に公開された。ABCのSFシリーズ『デイ・ブレイク』を企画し、2006年から2007年まで放送された。同番組では5話分の脚本を執筆した。
2009年には『LOST』の第5シーズンにスーパーバイジング・プロデューサー兼脚本家として参加した。同シーズンで彼が執筆したエピソードは、第3話「ジャグヘッド」（エグゼクティブ・プロデューサーのエリザベス・サーノフと共同）、第9話「ナマステ」（プロデューサーのブライアン・K・ヴォーンと共同）、第15話「リーダー」（サーノフと共同）である。同シーズンによりズビゼウスキーは、全米脚本家組合賞のドラマシリーズ賞、プライムタイム・エミー賞のドラマシリーズ賞、全米製作者組合賞のドラマエピソード賞にノミネートされた。
2010年の『LOST』の最終第6シーズンでは共同エグゼクティブ・プロデューサーに昇格した。同シーズンで担当したエピソードは第6話「日没」、第10話「パッケージ」、第13話「合流」の計3話であり、全てストーリー・エディターのグラハム・ローランドと共同執筆した。